# Volmerange-les-Mines
Pour les articles homonymes, voir Volmerange-lès-Boulay.

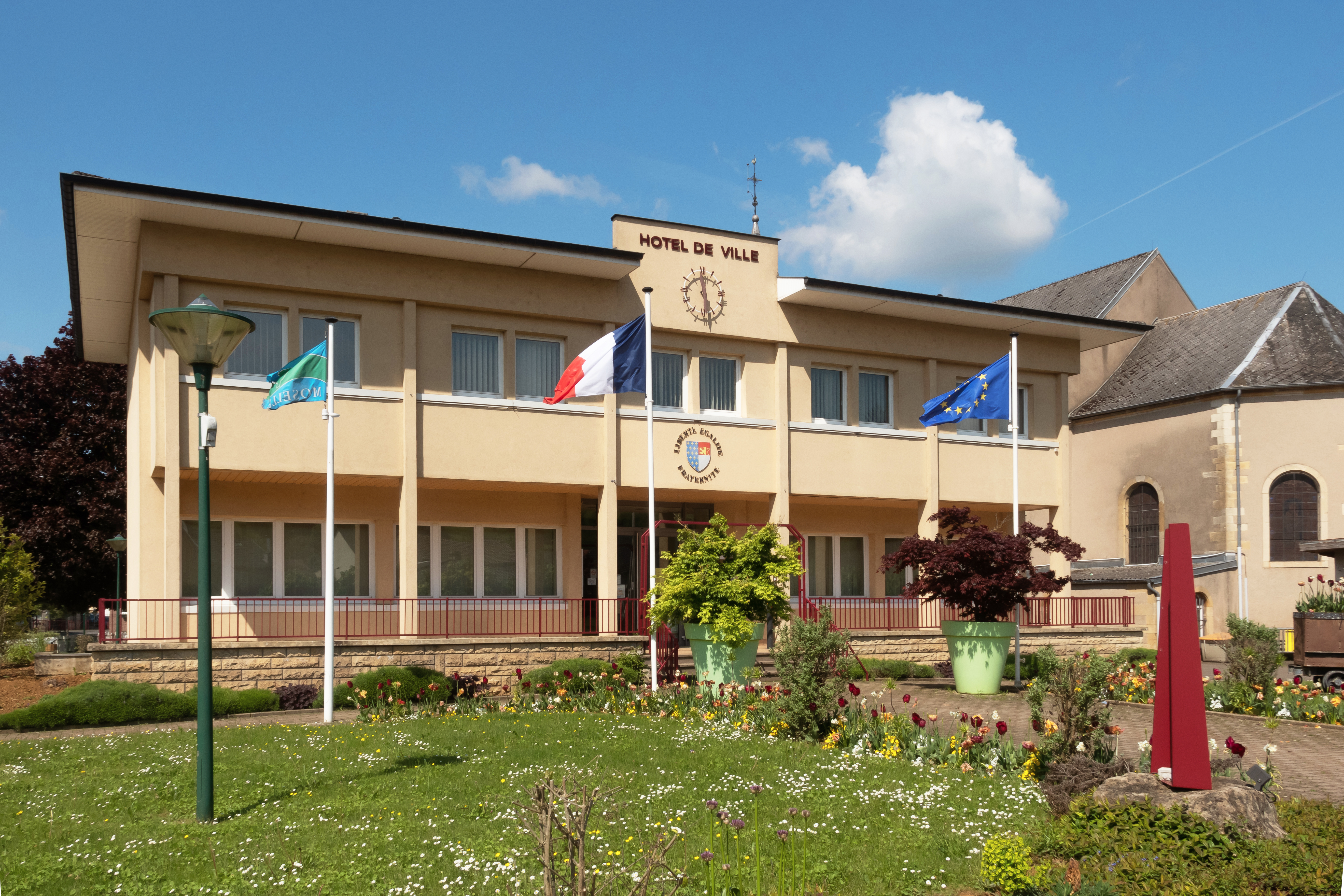
Volmerange-les-Mines, l'hôtel de ville

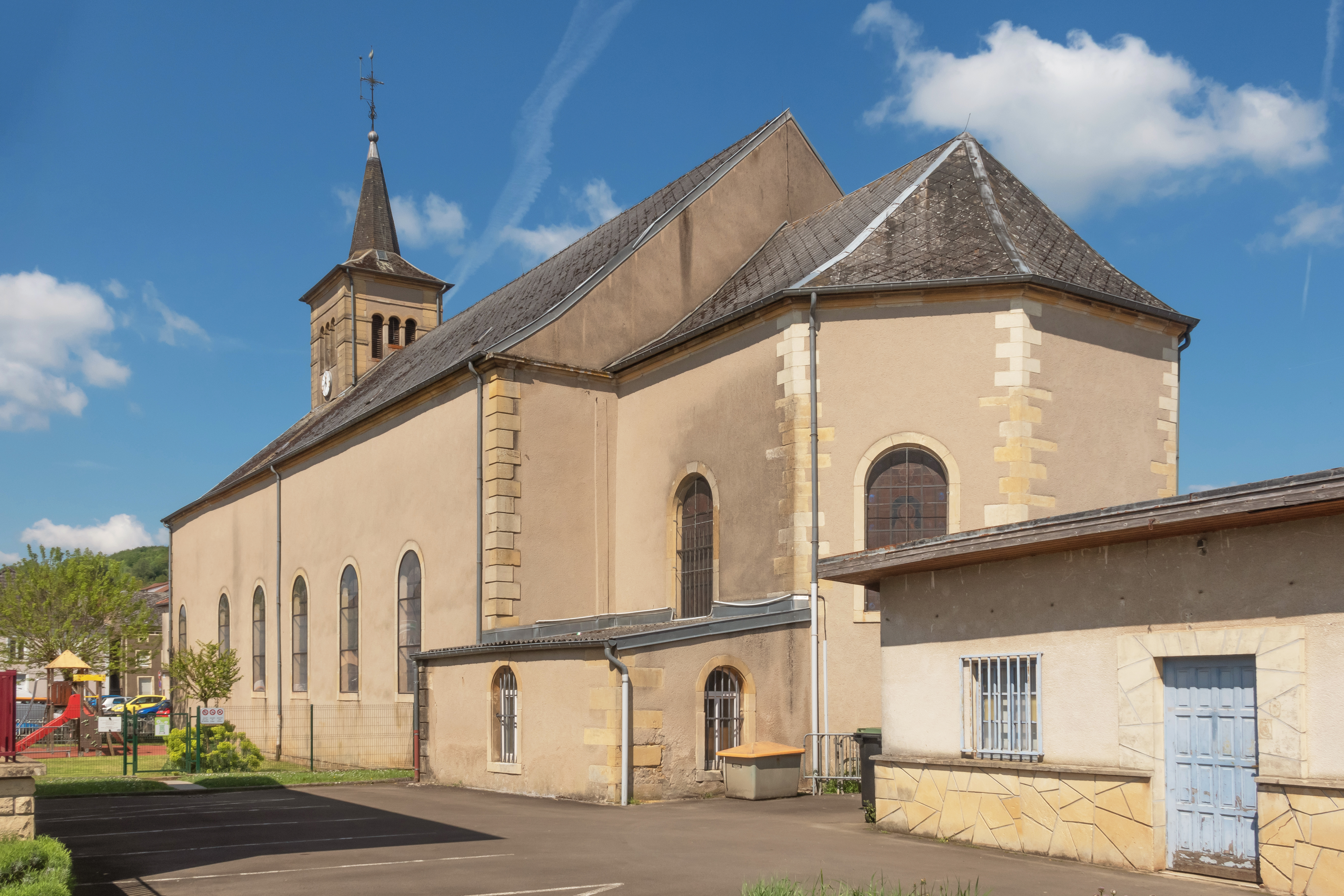
Volmerange-les-Mines, l'église Saint-Denis

Volmerange-les-Mines (en luxembourgeois : Wuelmereng) est une commune française située dans le département de la Moselle, en région Grand Est. Ses habitants sont appelés les Volmerangeois.

## Géographie

### Localisation
Grâce à une courte pénétration en territoire français des chemins de fer luxembourgeois, Volmerange-les-Mines, bien que commune française, a la particularité d'avoir sur son sol une gare étrangère (non SNCF), qui est desservie uniquement par des trains des CFL et bénéficie donc de la gratuité de la seconde classe des trains en vigueur au Luxembourg.
Volmerange-les-Mines est située dans le département de la Moselle, à la frontière franco-luxembourgeoise. Les communes avoisinantes sont Kanfen, Ottange et Escherange côté français et Dudelange et Rumelange côté luxembourgeois.
| Rumelange Luxembourg | Dudelange Luxembourg | Zoufftgen                 |
| Ottange              | Volmerange-les-Mines | Kanfen                    |
|                      | Escherange           | Entrange, Hettange-Grande |

### Les lieux-dits
Les lieux-dits relevés sur les documents du cadastre de 1937, dont la plupart figurent encore sur celui d'aujourd'hui : « Alheck, Bauschiger Weg, Birlenschutt, Gerden, Gontzeler, Heide, Hoschtert, Hutberg, Haupenberg, Kirchental, Langenberg, Mann, Molvinger Anten, Rosenberg, Schlammfeld, Village, Widem, Wonnersberg, etc. » ne constituent qu'un pâle reflet des toponymes locaux qui se trouvent dans divers documents anciens ou conservés par la mémoire locale. Les noms d'origine, relevés sur le cadastre napoléonien, dans les aveux et dénombrements et autres documents, sont en principe transcrits à partir du francique (moyen-haut-allemand), dialecte vernaculaire des autochtones, mais certains peuvent dériver du bas latin (Kem), du Celte (Rüm, Kaas), voire du pré-indo-européen (« Simara », plus ancienne dénomination du ruisseau attestée dans une charte de 799). Ils ont parfois été transcrits suivant la phonétique française puis « re-germanisés » (avec parfois des traductions incorrectes) en allemand (= haut-allemand), ce qui rend certaines interprétations hypothétiques. À ces difficultés s'ajoutent les attractions paronymiques[réf. nécessaire]

### Hydrographie

#### Réseau hydrographique
La commune est située dans le bassin versant du Rhin au sein du bassin Rhin-Meuse. Elle est drainée par le ruisseau de Volmerange.

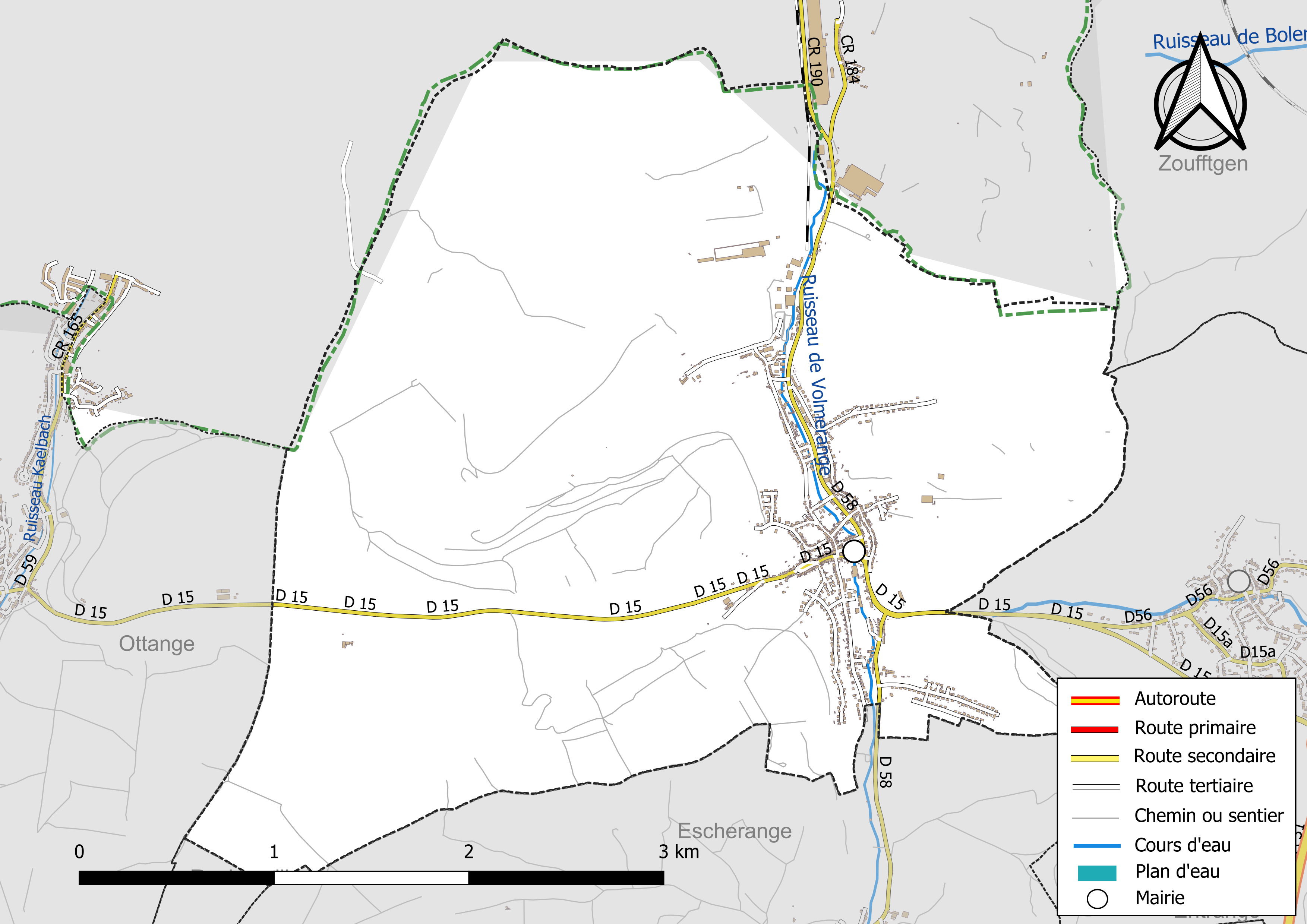
Réseaux hydrographique et routier de Volmerange-les-Mines.

#### Gestion et qualité des eaux
Le territoire communal est couvert par le schéma d'aménagement et de gestion des eaux (SAGE) « Bassin ferrifère ». Ce document de planification, dont le territoire correspond aux anciennes galeries des mines de fer, des aquifères et des bassins versants associés, d'une superficie de 2 418 km2, a été approuvé le 27 mars 2015. La structure porteuse de l'élaboration et de la mise en œuvre est la région Grand Est. Il définit sur son territoire les objectifs généraux d’utilisation, de mise en valeur et de protection quantitative et qualitative des ressources en eau superficielle et souterraine, en respect des objectifs de qualité définis dans le SDAGE  du Bassin Rhin-Meuse.

### Climat
Pour des articles plus généraux, voir Climat du Grand Est et Climat de la Moselle.
En 2010, le climat de la commune est de type climat de montagne, selon une étude du Centre national de la recherche scientifique s'appuyant sur une série de données couvrant la période 1971-2000. En 2020, Météo-France publie une typologie des climats de la France métropolitaine dans laquelle la commune est exposée à un climat semi-continental et est dans la région climatique Lorraine, plateau de Langres, Morvan, caractérisée par un hiver rude (1,5 °C), des vents modérés et des brouillards fréquents en automne et hiver.
Pour la période 1971-2000, la température annuelle moyenne est de 8,9 °C, avec une amplitude thermique annuelle de 16,6 °C. Le cumul annuel moyen de précipitations est de 857 mm, avec 12,2 jours de précipitations en janvier et 9 jours en juillet. Pour la période 1991-2020, la température moyenne annuelle observée sur la station météorologique de Météo-France la plus proche, « Malancourt », sur la commune d'Amnéville à 21 km à vol d'oiseau, est de 10,2 °C et le cumul annuel moyen de précipitations est de 884,1 mm. 
La température maximale relevée sur cette station est de 39,3 °C, atteinte le 25 juillet 2019 ; la température minimale est de −17,9 °C, atteinte le 5 janvier 1985,,.
Les paramètres climatiques de la commune ont été estimés pour le milieu du siècle (2041-2070) selon différents scénarios d'émission de gaz à effet de serre à partir des nouvelles projections climatiques de référence DRIAS-2020. Ils sont consultables sur un site dédié publié par Météo-France en novembre 2022.

## Urbanisme

### Typologie
Au 1er janvier 2024, Volmerange-les-Mines est catégorisée bourg rural, selon la nouvelle grille communale de densité à sept niveaux définie par l'Insee en 2022.
Elle appartient à l'unité urbaine de Dudelange (LUX)-Volmerange-les-Mines (partie française), une agglomération internationale constituant une ville isolée,. Par ailleurs la commune fait partie de l'aire d'attraction de Luxembourg (partie française), dont elle est une commune de la couronne,. Cette aire, qui regroupe 115 communes, est catégorisée dans les aires de 700 000 habitants ou plus (hors Paris),.

### Occupation des sols
L'occupation des sols de la commune, telle qu'elle ressort de la base de données européenne d’occupation biophysique des sols Corine Land Cover (CLC), est marquée par l'importance des forêts et milieux semi-naturels (47,5 % en 2018), une proportion sensiblement équivalente à celle de 1990 (48 %). La répartition détaillée en 2018 est la suivante : 
forêts (47,5 %), terres arables (21 %), prairies (20,8 %), zones urbanisées (6,5 %), mines, décharges et chantiers (2,3 %), zones industrielles ou commerciales et réseaux de communication (2 %). L'évolution de l’occupation des sols de la commune et de ses infrastructures peut être observée sur les différentes représentations cartographiques du territoire : la carte de Cassini (XVIIIe siècle), la carte d'état-major (1820-1866) et les cartes ou photos aériennes de l'IGN pour la période actuelle (1950 à aujourd'hui).

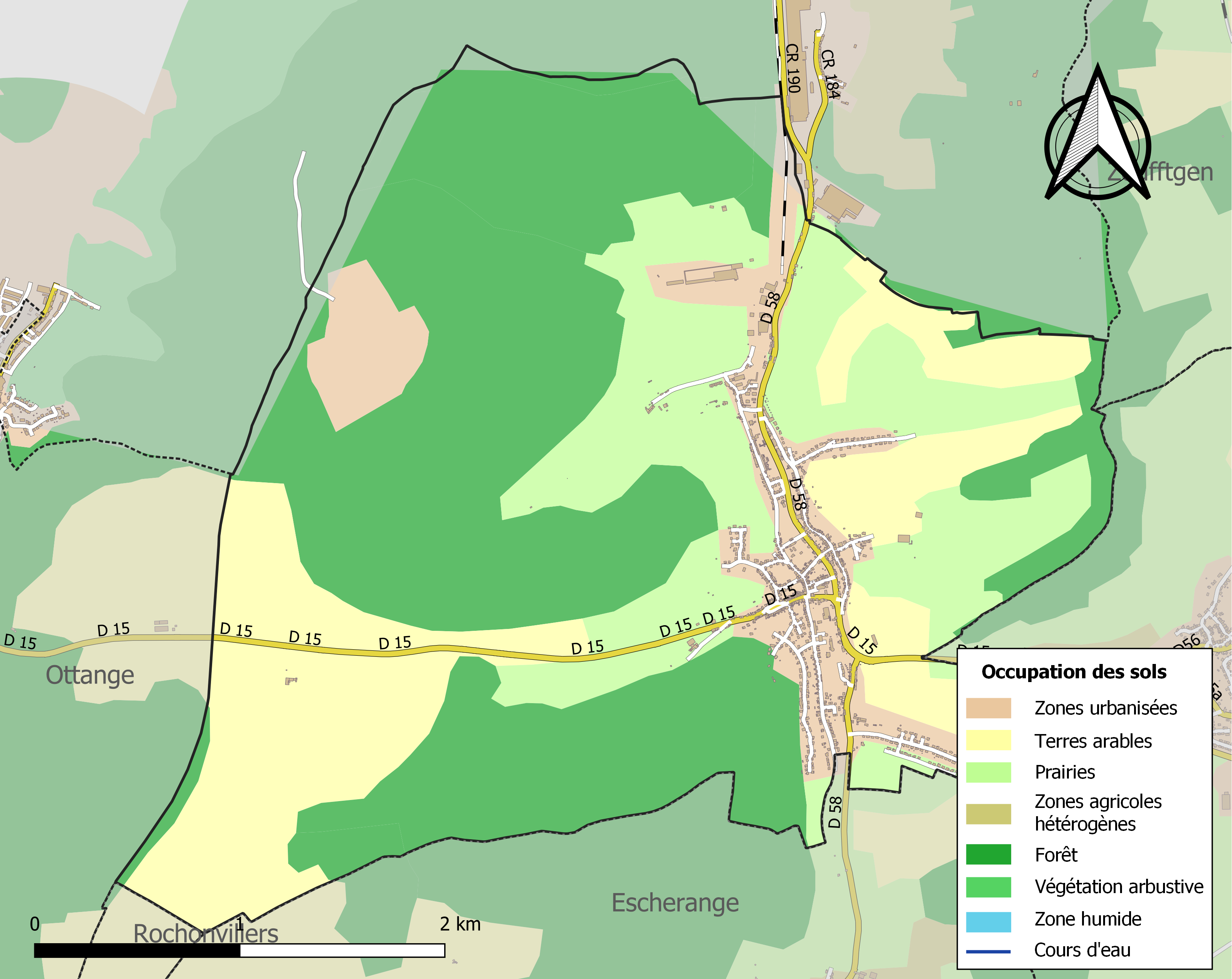
Carte des infrastructures et de l'occupation des sols de la commune en 2018 (CLC).

## Toponymie

### Attestations anciennes
Le nom de la localité est attesté sous les formes Wurmeringen en 909; Wallmeringen en 1305; Walmeringa en 1335; Woilmeringen ou Wollmeringen en 1472; Wolmering en 1506; Walmerange en 1725; Volmerange en 1793; Wolmerange au XIXe siècle; Volmerange-lès-Œutrange en 1868-1920.
- En allemand : Wollmeringen (1871-1918)
- en luxembourgeois : Wöölmeréng[19], Wuelmeréng/Wuelmeréngen, Wollmeréng et Wëlmeréng.

### Étymologie
Il s'agit d'une formation toponymique médiévale de type germanique en -ing (comprendre -inga ou -ingen), dont le premier élément Volmer- représente un anthroponyme de même origine. Albert Dauzat propose le nom de personne Wolmar qu'il croit reconnaître également dans Volmerange-lès-Boulay (Wolmerenges XIIe siècle) et les types romans Vomécourt (Vosges, Volmaricurt 1003) et Vomécourt-sur-Madon (Vosges, Volmari curte au XIe - XIIe siècle).
Volmérange se trouve dans une couche toponymique géographique de toponymes germaniques,,.
Le suffixe -ange est la forme donnée (renommage administratif)  à la place du suffixe germanique -ing (« domaine »), lors de l'avancée du Duché de Bar vers 1200. Le nom des villages ayant leur finale en -ing ou -ingen a été francisé par onomatopée en -ange.

## Histoire

### Archéologie
Les prospections archéologiques menées sur le ban communal ont permis de recueillir une quantité non négligeable d'outils et d'armes préhistoriques, artefacts attribuables à diverses périodes préhistoriques s'étendant du Paléolithique moyen à l'Âge du bronze. Il en va de même pour la période gallo-romaine. Du matériel protohistorique non datable avec précision a également été mis au jour lors de sondages archéologiques. Des trouvailles anciennes attribuées à la période mérovingienne sont également à signaler.

### Histoire récente
Anciens domaines de l'abbaye de Saint-Denis de Paris, avec prieuré, Volmerange et Kanfen étaient placés sous la protection des ducs de Lorraine. En 1531, l'abbaye royale vend ses biens à Bernard d'Elz, seigneurs d'Ottange. Aux Eltz succèdent les Hunolstein. En 1777, la seigneurie de Volmerange s'inscrit dans le comté d'Ottange.
Cet endroit dépendait autrefois en partie de la seigneurie de Rodemacher, une autre partie resortissait de la prévôté de Thionville et enfin, une troisième partie du territoire de la commune constituait une seigneurie autonome avec justice moyenne et foncière et droit à un château féodal, dépendante du siège prévôtal de Thionville. Ancien fief luxembourgeois, Volmerange passera sous obédience française en application du traité des Pyrénées (1659).
Avec le traité de Francfort, Volmerange (Wollmeringen) est annexée de droit à l'Allemagne, de 1871 à 1918. En application du traité de Versailles, la localité redevient française.
En octobre 1939, et pour une durée de près d'un an, la population de Volmerange est évacuée à l'arrière de la ligne Maginot, en Lorraine mais aussi et surtout dans les départements de la Vienne (Saint-Genest d'Ambière, Scorbé-Clairvaux), le Calvados, l'Orne ainsi qu'en Bourgogne. En mai et juin 1940, de violents combats opposent Allemands et Français. Le député Félix Grat est tué au combat au lieu-dit Hetschenberg.
En 1940, la région est occupée (annexion de fait) par l'Allemagne nazie et ce, pendant cinq ans environ. À la Libération, Volmerange-les-Mines repasse dans le giron français.
Le francique, langue vernaculaire du Nord-Mosellan, présente des particularités locales. Ainsi, le langage des Volmerangeois se distingue de celui de ses voisins (vocabulaire, expressions spécifiques, diphtongues etc.). Il a survécu aux diverses annexions, malgré les actions répressives menées par l'école de la République, le diktat prussien et le régime nazi.
L'essor démographique de la commune est alors consécutive à l'arrivée massive d'ouvriers allemands, luxembourgeois, italiens et polonais, embauchés dans les exploitations locales de minerai de fer.
Après-guerre, des liens de sympathie, d’amitié, de reconnaissance se sont créés avec Saint-Genest-d'Ambière dans le Poitou et le Lencloitrais. Quelques mariages entre jeunes des deux communes se sont concrétisés. Pour conforter ces relations amicales, à l’initiative de messieurs Willy Backes, Dino Balestra et Maurice Thile, les Volmerangeois sont invités, à l’occasion des fêtes de la Pentecôte 1958, à venir disputer une rencontre de football. Ce fut l’occasion pour bon nombre de personnes de se retrouver. Les Ambigariens leur rendirent visite à leur tour en 1959, et depuis, les rencontres se sont répétées tous les deux ans.

## Politique et administration

### Liste des maires
| Période                                  | Période             | Identité          | Étiquette | Qualité                                                         |
| ---------------------------------------- | ------------------- | ----------------- | --------- | --------------------------------------------------------------- |
| Les données manquantes sont à compléter. |                     |                   |           |                                                                 |
| 1945                                     | mars 1977           | Nicolas Schüller  | SFIO      | Employé, Président de la Commission fédérale des mineurs de fer |
| mars 1977                                | mars 1989           | André Leick       |           |                                                                 |
| mars 1989                                | mars 2002 (décès)   | Raymond Locatelli | PS        |                                                                 |
| mars 2002                                | 6 août 2010 (décès) | Jean-Claude Henck | DVG       | Instituteur et directeur d'école retraité                       |
| 15 octobre 2010                          | mars 2014           | Nicole Clause     |           |                                                                 |
| mars 2014                                | En cours            | Maurice Lorentz   |           | Cadre supérieur                                                 |

### Jumelages
La ville de Volmerange-les-Mines est jumelée avec :
 Calusco d'Adda (Italie) et   Saint-Genest-d'Ambière (France).

## Population et société

### Démographie
L'évolution du nombre d'habitants est connue à travers les recensements de la population effectués dans la commune depuis 1793. Pour les communes de moins de 10 000 habitants, une enquête de recensement portant sur toute la population est réalisée tous les cinq ans, les populations de référence des années intermédiaires étant quant à elles estimées par interpolation ou extrapolation. Pour la commune, le premier recensement exhaustif entrant dans le cadre du nouveau dispositif a été réalisé en 2005.

En 2022, la commune comptait 2 284 habitants, en évolution de +5,25 % par rapport à 2016 (Moselle : +0,52 %, France hors Mayotte : +2,11 %).
| 1793 | 1800 | 1806 | 1821 | 1836 | 1841 | 1861 | 1866 | 1871 |
| ---- | ---- | ---- | ---- | ---- | ---- | ---- | ---- | ---- |
| 508  | 470  | 565  | 681  | 840  | 842  | 782  | 769  | 750  |

| 1875 | 1880 | 1885 | 1890 | 1895 | 1900 | 1905  | 1910  | 1921  |
| ---- | ---- | ---- | ---- | ---- | ---- | ----- | ----- | ----- |
| 722  | 691  | 822  | 833  | 880  | 906  | 1 043 | 1 386 | 1 207 |

| 1926  | 1931  | 1936  | 1946  | 1954  | 1962  | 1968  | 1975  | 1982  |
| ----- | ----- | ----- | ----- | ----- | ----- | ----- | ----- | ----- |
| 1 476 | 1 633 | 1 519 | 1 315 | 1 420 | 1 546 | 1 511 | 1 607 | 1 767 |

| 1990  | 1999  | 2005  | 2006  | 2010  | 2015  | 2020  | 2022  | - |
| ----- | ----- | ----- | ----- | ----- | ----- | ----- | ----- | - |
| 1 755 | 1 725 | 1 973 | 1 990 | 1 987 | 2 156 | 2 308 | 2 284 | - |

Les Volmerangeois sont surnommés les "Attrapeurs de Grenouilles" depuis de longues années

## Économie
À la fin du XIXe siècle, l'économie locale se tourne vers l'exploitation du minerai de fer. La commune a connu deux mines importantes : Langenberg et Kræmer, toutes deux mises en activité en 1874. Il y avait également une troisième mine, Éduard-Stollen, qui fonctionna entre 1903 et 1913. L'exploitation minière devient alors le principal moteur économique de la commune. Les deux principales mines fermèrent en 1973.
Si toute activité liée aux mines de fer a cessé, la commune s'est désormais tournée vers les services. Beaucoup de personnes vont travailler au Luxembourg.

## Culture locale et patrimoine

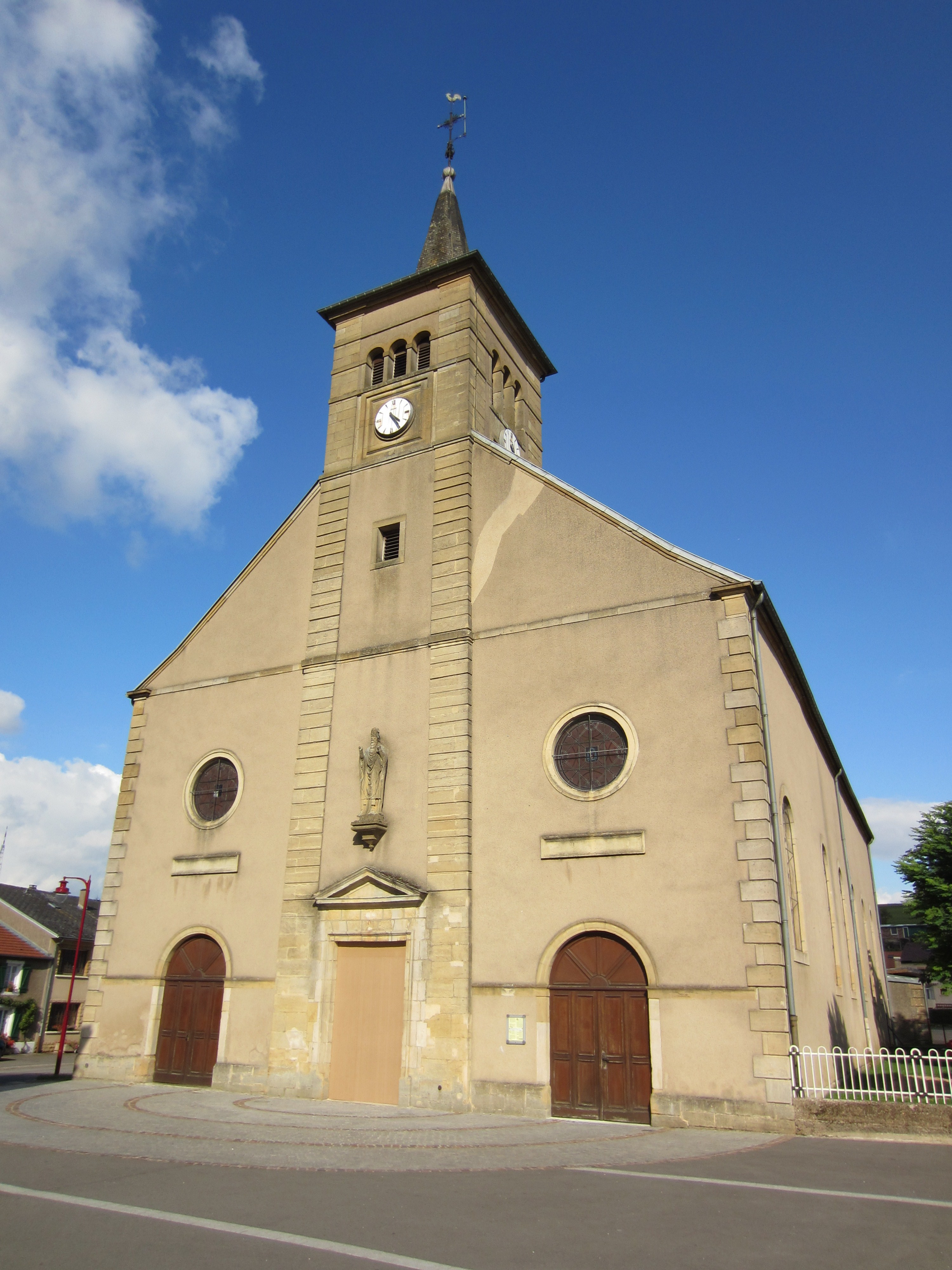
Église paroissiale Saint-Denis.

### Lieux et monuments

#### Édifices civils
- Ancien lavoir, au dos de l'actuel restaurant L'Entracte, construit durant la première moitié du XIXe siècle et détruit au début des années 1960. Une fresque représentant le lavoir a été peinte en 2001 côté rue du Cimetière.
- Gare de Volmerange-les-Mines, desservie par les CFL.
- Cimetière militaire du Hetschenberg, cimetière militaire français situé sur la côte du Hetschenberg. Il regroupait à l'origine des corps de soldats tués lors de la bataille du Hetschenberg en 1940 durant la Seconde Guerre mondiale. Aujourd'hui, il ne compte plus qu'une seule tombe, celle de Raymond Lerouge, les autres corps ayant été déplacés[32].

#### Édifices religieux
- Église paroissiale Saint-Denis, construite en 1837 à la place d'une chapelle du XVIIe siècle.
- Calvaire construit par les habitants de la commune en 1937 pour célébrer le centenaire de l'église.

### Film tourné à Volmerange-les-Mines
- 2001 : Le Club des chômeurs d'Andy Bausch

### Volmerange dans la littérature
Un village Volmerange est cité dans le poème d’Aragon, Le Conscrit des cent villages, écrit comme acte de Résistance intellectuelle de manière clandestine au printemps 1943, pendant la Seconde Guerre mondiale.
Sans autre précision de la part du poète, il peut s'agir au choix de :
- Volmerange-les-Mines,
- Volmerange-lès-Boulay,

tous deux situés dans le département de la Moselle.

### Personnalités liées à la commune
- Félix Grat, historien et homme politique français mort en 1940 (capitaine dans l'armée française au 130ème régiment d'infanterie) sur la côte du Hetschenberg (dite côte 425) à Volmerange-les-Mines.

### Héraldique
| Blason de Volmerange-les-Mines | Blason  | Parti : au premier d'azur semé de fleurs de lys d'or ; au deuxième coupé au premier de gueules au lion issant d'or, au deuxième d'argent plain. |
| Blason de Volmerange-les-Mines | Détails | Les fleurs de lys symbolisent l'abbaye de Saint-Denis et le royaume de France ; le lion sur fond rouge, la famille d'Eltz et le Luxembourg ; et l'argent, la principauté épiscopale de Metz. Cependant, toutes les sources historiques montrent que le parti d'argent est indissociable des armes réellement portées par toutes les familles d'Eltz (Jakob von und zu Eltz). À noter que les armoiries communales de Kanfen ont fait l'objet d'une « liberté » analogue par l'héraldiste départemental. Les armoiries de la commune ont été attribuées après délibération du Conseil municipal par décision du Préfet en date du 30 avril 1960. |

## Pour approfondir